# Sam Lacey
Samuel "Sam" Lacey, född 28 mars 1948 i Indianola i Mississippi, död 14 mars 2014 i Kansas City i Missouri, var en amerikansk basketspelare.
Lacey draftades i den första omgången (femte totalt) i NBA:s draft 1970 av Cincinnati Royals. Han spelade 13 säsonger (1970–1983) i National Basketball Association för Royals, Kansas City Kings, New Jersey Nets och Cleveland Cavaliers. Han snittade över 10 returer per match under hans första sex säsonger. Säsongen 1974/1975 tog han tredje flest returer i NBA. Laceys produktivaste säsong i NBA var säsongen 1973/1974 då han snittade 14,2 poäng och 13,4 returer per match. Han blev uttagen i NBA All-Star Game 1975 efter att ha snittat 11,5 poäng och 14,2 returer per match.
Lacey är en av fem spelare (tillsammans med Hakeem Olajuwon, Julius Erving, David Robinson och Ben Wallace) som har gjort 100 blocks och 100 steals i sex raka säsonger. Hans tröjnummer 44 är pensionerat av Sacramento Kings. Han är även en av tre NBA-spelare (tillsammans med Wes Unseld och Reggie Evans) som totalt har tagit minst 30 returer och gjort mindre än 10 poäng under de två första matcherna av en säsong.
När Lacey avslutade sin karriär 1983 hade han tagit 9 687 returer och gjort över 10 000 poäng. Han är på sammanlagt 40:e plats i NBA:s historia sett till antalet tagna returer.
Lacey avled 2014 av naturliga orsaker.